# Smicridea sattleri
Smicridea sattleri är en nattsländeart som beskrevs av Donald G. Denning och Sykora 1968. Smicridea sattleri ingår i släktet Smicridea och familjen ryssjenattsländor. Inga underarter finns listade i Catalogue of Life.